# Desempleo en Estados Unidos

Las tasas de desempleo en Estados Unidos abren el debate sobre las diferentes estrategias para su reducción. El crecimiento tanto del número de puestos de trabajo como del desempleo se ven afectados por la competitividad global, el nivel educativo, la automatización de los procesos y la demografía. Estos factores afectan al número de trabajadores, la duración del tiempo en desempleo y el nivel salarial.
La creación de puestos de trabajo desde el año 2000 ha sido considerablemente menor que durante el período 1970-2000. Desde el nivel de paro más bajo hasta el más alto, se han perdido cerca de nueve millones de puestos desde la crisis de las hipotecas subprime que comienza a afectar en 2008. 
El desempleo generalmente cae durante los períodos de prosperidad económica y aumenta durante las recesiones, creando entonces una presión significativa sobre las finanzas públicas al caer los ingresos por impuestos a la par que aumenta el coste de la red que mitiga la pobreza e intenta evitar la exclusión social (social safety net).
Hay un vivo debate sobre las soluciones para mejorar la creación de puestos de trabajo, con liberales (demócratas) que piden estímulo por parte del gobierno mediante el aumento del gasto y la inversión y conservadores (republicanos) que piden rebajas de impuestos y tasas y menor regulación. Las encuestas indican que los estadounidenses creen que la creación de puestos de trabajo es la prioridad gubernamental y su solución primera es no enviar estos puestos de trabajo a otros países (asiáticos, principalmente)
La mayor parte de la campaña presidencial de 2012 se focalizó en la creación de puestos de trabajo, pero el debate sobre el "abismo fiscal" (fiscal cliff) había aparecido antes. Los críticos argumentan que priorizar la reducción del déficit está fuera de lugar y lo que existe no es una crisis fiscal, sino un nivel de desempleo muy elevado, particularmente de desempleados de larga duración.
Desde la década de 1970, las tasas de desempleo en Estados Unidos han sido persistentemente más altas que las de Europa. Un posible factor detrás de esta diferencia es lo generoso del sistema estadounidense de beneficios por desempleo. Por esto, se estima que un instrumento de política destinado a disminuir el nivel general de desempleo y a promover la búsqueda productiva de trabajos, pudiera acortar la duración del periodo que tienen los desempleados para ser elegibles a obtener este subsidio.
Una revisión sistemática resume los hallazgos de 47 estudios, la mayoría en Europa y tres en Estados Unidos y Canadá, sobre el impacto que tiene el cese de los beneficios por desempleo en la tasa de búsqueda de empleo de los beneficiarios. Eliminar los beneficios resulta en un aumento de alrededor del 80% en la tasa de salida del desempleo, efecto que se empieza a registrar aproximadamente dos meses antes de que cesen los beneficios.[cita requerida] Por otro lado, no existe evidencia suficiente acerca del impacto sobre la tasa de gente que abandona su nuevo trabajo para volver a recibir beneficios.

## Definición de desempleo en Estados Unidos

U.S. unemployment under various definitions

Existe una tendencia a la comparación directa entre las tasas de desempleo en Estados Unidos y otros países, que hacen pensar que EE. UU. tiene, incluso en sus momentos de mayor desempleo, tiene unas tasas significativamente bajas, si se comparan, por ejemplo con España. Es importante clarificar los criterios que se siguen para definir empleo y desempleo en cada país.
El U.S. Bureau of Labor Statistics define el concepto de empleo:
- Personas con trabajo están empleadas.
- Personas sin trabajo, buscando un empleo y disponibles para trabajar están desempleadas.
- Personas que no están en ninguna de las anteriores circunstancias no cuentan como mano de obra.

### Personas empleadas
Las personas empleadas son:
- Todas las personas que han hecho algún trabajo pagado o lucrado durante la semana de referencia.
- Todas las personas que han realizado al menos 15 horas de trabajo no pagado en empresas familiares operadas por alguien de su familia.
- Todas las personas que se encuentran temporalmente ausentes de sus trabajos, tanto si son pagados como si no

### Personas desempleadas
¿Quién cuenta como desempleado?
- Personas que no tienen un trabajo, han buscado activamente un trabajo durante las anteriores cuatro semanas y están disponbiles para trabajar.
- Trabajadores que esperan volver a ser llamados tras un despido, hayan buscado trabajo o no.
- En todos los demás casos, el individuo debe haber buscado activamente empleo en al menos, las cuatro semanas precedentes a la encuesta y están capacitadas y disponibles para trabajar.

### Mano de obra
¿Quién no es mano de obra?
- Personas no clasificadas como empleadas ni desempleadas durante la semana de referencia.
- La mano de obra cuenta la población de más de 16 años. No cuenta la población menor de 16 años, las personas confinadas en cárceles o instituciones y las que se encuentran en las fuerzas armadas.
- Es la suma de empleados y desempleados.
- Las personas que no tienen trabajo y no lo buscan no se cuentan como mano de obra. Muchas que no cuentan es porque están jubiladas, van a la escuela o las responsabilidades familiares les cuentan fuera de la mano de obra.

## Metodologías para su medida ( U-3 , U-6 )
El desempleo puede medirse siguiendo baremaciones que abren o cierran la horquilla que decide quien está desempleado y quien no. En la metodología que sigue la baremación U-3 (la oficial), una persona está desempleada, sólo si no tiene ningún trabajo (remunerado o no), está buscando activamente uno la semana de la encuesta y está disponible para trabajar. En la baremación de horquilla más amplia, U-6, una persona con un empleo de fin de semana, por ejemplo, cuenta como parcialmente desempleada.
Así, en septiembre de 2012, la ratio de desempleo en EE. UU. era del 7,8% (12,1 millones de personas) con la baremación oficial (U-3), sin embargo, con la baremación de horquilla amplia (U-6), que incluye a los desempleados a tiempo parcial la tasa de desempleo era del 14,7% (22,7 millones de personas). Estas cifras se calculan con una mano de obra de aproximadamente 155 millones de personas, de un total de 315 millones de habitantes.